# دانه‌خوارها (پرندگان)

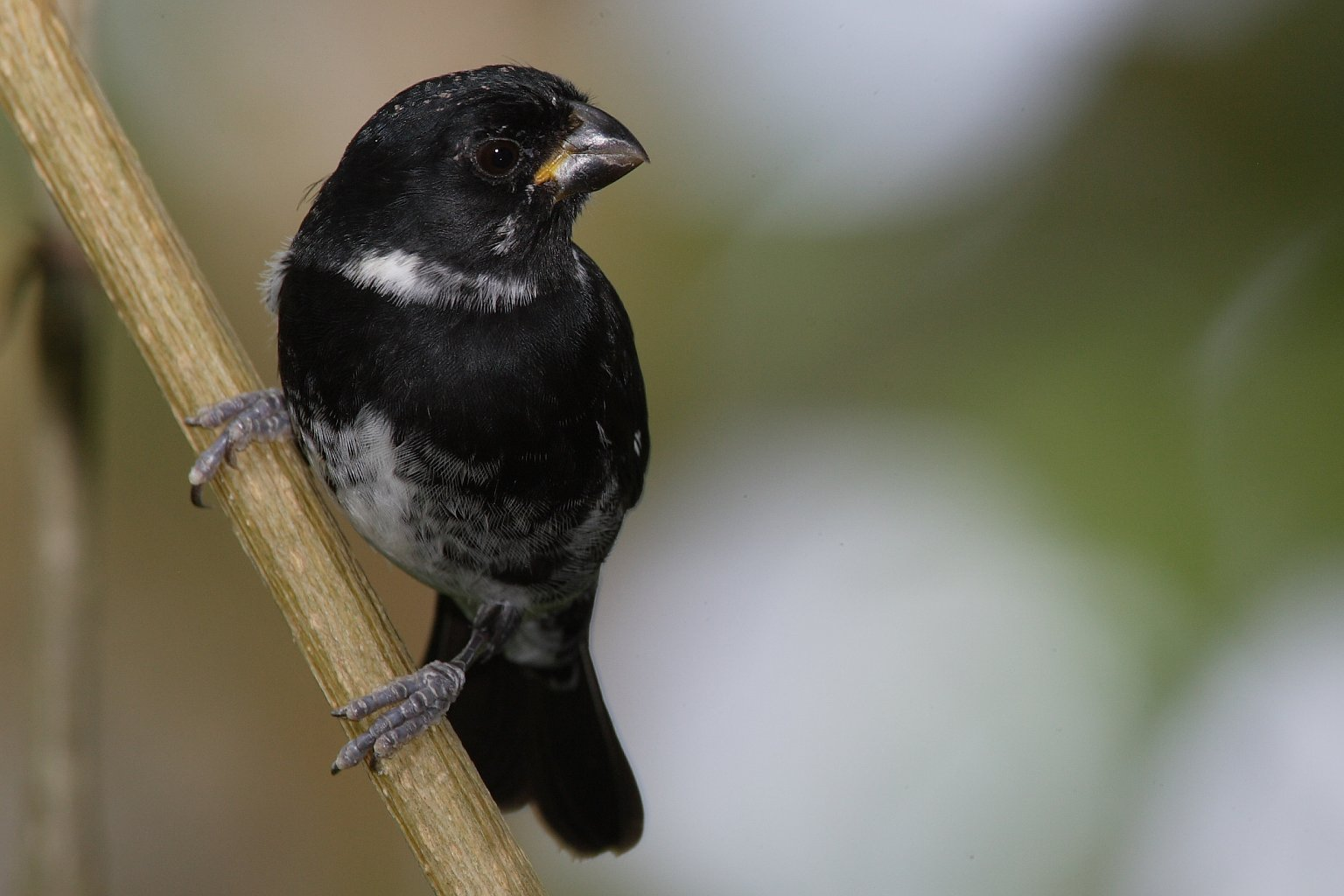
دانه‌خوار گونه‌گون نر (Sporophila corvina)، یک دانه‌خوار راستین از مناطق گرمسیری آمریکا

دانه خوارها (به انگلیسی: Seedeaters) آرایه شکلی از پرندگان گنجشک‌سان دانه‌خوار با نوک مخروطی مشخص هستند.
بیشتر پرندگان آمریکای مرکزی و جنوبی هستند که در گذشته در خانواده گنجشک‌های آمریکایی (Passerellidae) قرار می‌گرفتند، اما اکنون به عنوان فرخندگان (Thraupidae) شناخته می‌شوند که نزدیک به سهره‌های داروین هستند. در واقع، برخی از پرندگانی که در اینجا در گروه دانه‌خواران فهرست شده‌اند، به این «سهره‌ها» نزدیک‌ترند، در حالی که دانه‌خواران «راستین»، یک کلاد را با تعدادی گونه فرخنده تشکیل می‌دهند. تعداد کمی از دانه‌خواران «نامعمول» با فرخنده‌های خاصی مرتبط هستند، که بسیاری از آنها (مانند گل‌شکاف‌ها) نوک‌های ویژه‌ای دارند.
افزون بر این، برخی از گنجشک‌سانان آفریقایی به نام seedeaters وجود دارد. آنها به سردهٔ سهره دمگاه‌زرد (Serinus) از خانواده سهرگان راستین (Fringillidae) وابستگی دارند، اما ممکن است لازم باشد از نزدیکترین خویشاوندان خود در Crithagra جدا شوند.
دانه‌خوارهای راستین
- Amaurospiza &#x2013؛ دانه‌خوارهای آبی (۴ گونه، به‌طور آزمایشی در اینجا قرار داده شده‌است)
- Dolospingus؛ دانه‌خوار پس‌سرسفید
- Oryzoborus؛ سهره‌های دانه‌خوار (۶ گونه، گاهی در Sporophila)
- اسپوروفیلا؛ دانه‌خوارهای نمادین (حدود ۳۰ گونه، ۱ گونه احتمالاً به تازگی منقرض‌شده)